# クルド文学
クルド文学（クルドぶんがく、クルド語:Wêjeya kurdî, 中央クルド語: وێژەی کوردی）はクルド人による文芸作品や文学研究を指す。クルディスタンと呼ばれる地域をはじめとして、世界各地のクルド人によって創作されている。
クルド人が住むクルディスタンは、古くから各国の領土として分割されてきた歴史があり、クルド語の他に各地の言語の影響を受けている。そのためペルシア語、トルコ語、アラビア語でも執筆されており、近年は英語をはじめとする欧米の言語による発表も増えている。作品のテーマとしては、口承文芸の伝統、迫害と抵抗、民族のアイデンティティ、移民や難民、クルド社会の問題やジェンダーなどがある。ノーベル文学賞にノミネートされた国民的作家から、抑圧を逃れて難民として創作活動を行う作家まで、各地の事情によってさまざまな背景を持つ。

## 言語、地理

クルド諸語の分布。北部方言/クルマンジー（薄赤）、中央方言/ソラニー（濃赤）、南部方言およびゴラニ（薄茶）、ザザキ（緑）。

クルド人が暮らす地域は歴史的にクルディスタンと呼ばれ、チグリス川・ユーフラテス川の中流から上流を中心とする。地理的にはトルコ、イラク、シリア、イランの国境線が交わっており、4カ国の領地として分断支配されている。クルド人は2500万人から3000万人がおり、中東の民族としてはアラブ人、ペルシア人、トルコ人に次ぐ人口だが、歴史的に宗主国から迫害を受けており独立国家がない状態に置かれている。
クルド語はイラン語派の西イラン語群に属する言語で、同じく西イラン語のペルシア語の影響が強い。クルド語の話者は約2500万人と推定されており、分布地域はクルディスタンを中心にアルメニア、アゼルバイジャン、ジョージア、ホラーサーン北部に及んでいる。
一般に、クルド語は3つの方言に区分される。すなわち、北部方言（クルマンジー）・中央方言（ソラニー）・南部方言である。北部方言のクルマンジーはトルコ東部、シリア北東部、イラク北部が中心となり、中央方言のソラニーはイラク北東部から小ザブ川周辺、イランのコルデスターン州が中心で、南部方言はイランのケルマーンシャー州を中心としている。また、ザザキとゴラニは先述の言語とは異なる言語学的起源を有しているが、これらの話者もクルド人としてのアイデンティティを有しており、やはりクルド語であるとみなされる。クルド語は音声や文法の統一がなされていないために方言の差が大きく、異なる方言話者の相互理解可能性は低い。それでもなお「クルド語」がひとつの言語とみなされる背景には、社会的な側面が強く影響している。
クルドの文語はクルマンジーとソラニーによって生み出された。文字の体系は方言によって異なり、クルマンジーは主にラテン文字、ソラニーはアラビア文字で表記される。クルマンジーの文字を考案したのは、エミーン・アリー・べディル・ハーンの息子ジェラーデト・アリー・べディル・ハーンだった。ジェラーデトはシリアでクルドの文化活動を進め、クルド語のアルファベットをラテン文字表記で考案し、文法書も発行した。また、クルマンジーでも、イラクのドホーク周辺で用いられるバディニ（Badini）方言はアラビア文字で筆記され、小説をふくむ多くの書籍が出版されている。南部方言による執筆はあまり活発ではないが、ケルマーンシャーやイーラーム、ロレスターンなどではこれらの言語による出版もおこなわれている。ゴラニによる詩作は15世紀から19世紀にかけて発展したが、その後衰退した。ゴラニ・ザザキで出版される書籍も、いくらかは存在する。
クルド語の使用状況は国や地域によって異なる。トルコではクルド語の使用が禁止されていたが、2013年に公的な使用が認められた。トルコのクルド人作家の多数派はトルコ語で作品を発表している。イランではクルド語の使用が認められており、2015年にクルディスタン大学でイラン初のクルド語・クルド文学部が設立された。イランではクルド語をペルシャ語の方言として位置づけることで、クルド人の独立運動を抑えている。

## 歴史

### 前史

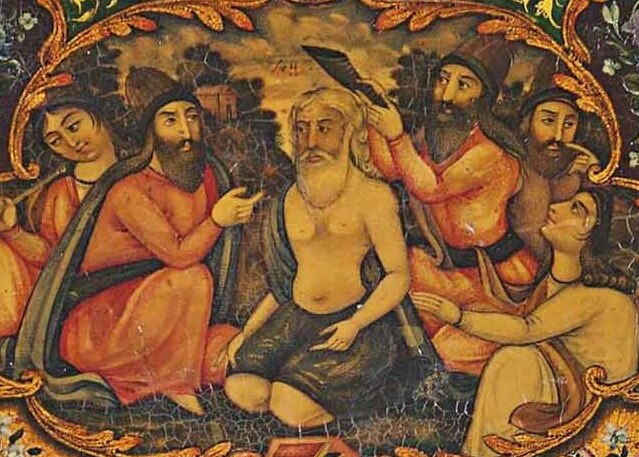
11世紀のペルシア語詩人であるバーバー・ターヒルは、最初のクルド文学者と考えられることもある。

クルド語は20世紀にいたるまでは文字の記録が少なく、クルドの起源は確定できていない。クルド人の起源をイラン北部のメディア王国とする説や、クセノフォンの『アナバシス』に書かれた山岳民族のカルドゥコイ人がクルド人にあたるとする説がある。アラビア語の文献によれば、7世紀にはイラク北部やイラン北西部の山岳地帯にクルドと呼ばれる集団がいたことが分かっている。イブン・サアドの『伝記集成』、アラブ人ムスリムの征服を書いたバラーズリーの『諸国征服史』（9世紀）や伝記集『名士たちの系譜』、イブン・フルダーズベの『諸道と諸国の書』などにクルドに関する記述がある。
10世紀から12世紀にかけては、マルワーン朝のようなクルド系王朝が設立されるようになり、宮廷ではカスィーダとよばれる形式の詩が作られた。その後設立されたアイユーブ朝もふくめ、当時のクルド系国家における作詩には、もっぱらアラビア語が用いられていたようである。クルド語文学の起源については、研究者のあいだでも議論があるものの、多くのクルド語文献は、11世紀の詩人である、バーバー・ターヒルを最初のクルド文学者として位置付けている。ターヒルの詩はロル語で書かれており、これはペルシア語ではなくクルド語の方言にあたると考える研究者は少なくない。13世紀頃にはイラン西部でクルド人が多数暮らす地域をクルディスタンと呼ぶようになり、14世紀頃にはアナトリア東部でクルド系の領主が統治する地域もクルディスタンと呼ばれるようになった。16世紀に入ると両地域を含めてクルディスタンと呼ばれ、現在の地理概念のもとになった。オスマン帝国とサファヴィー朝ペルシアによる、1514年のチャルディラーンの戦い以降、イラン北部のクルディスタン地域は両国の緩衝地帯として機能するようになった。

### 前近代

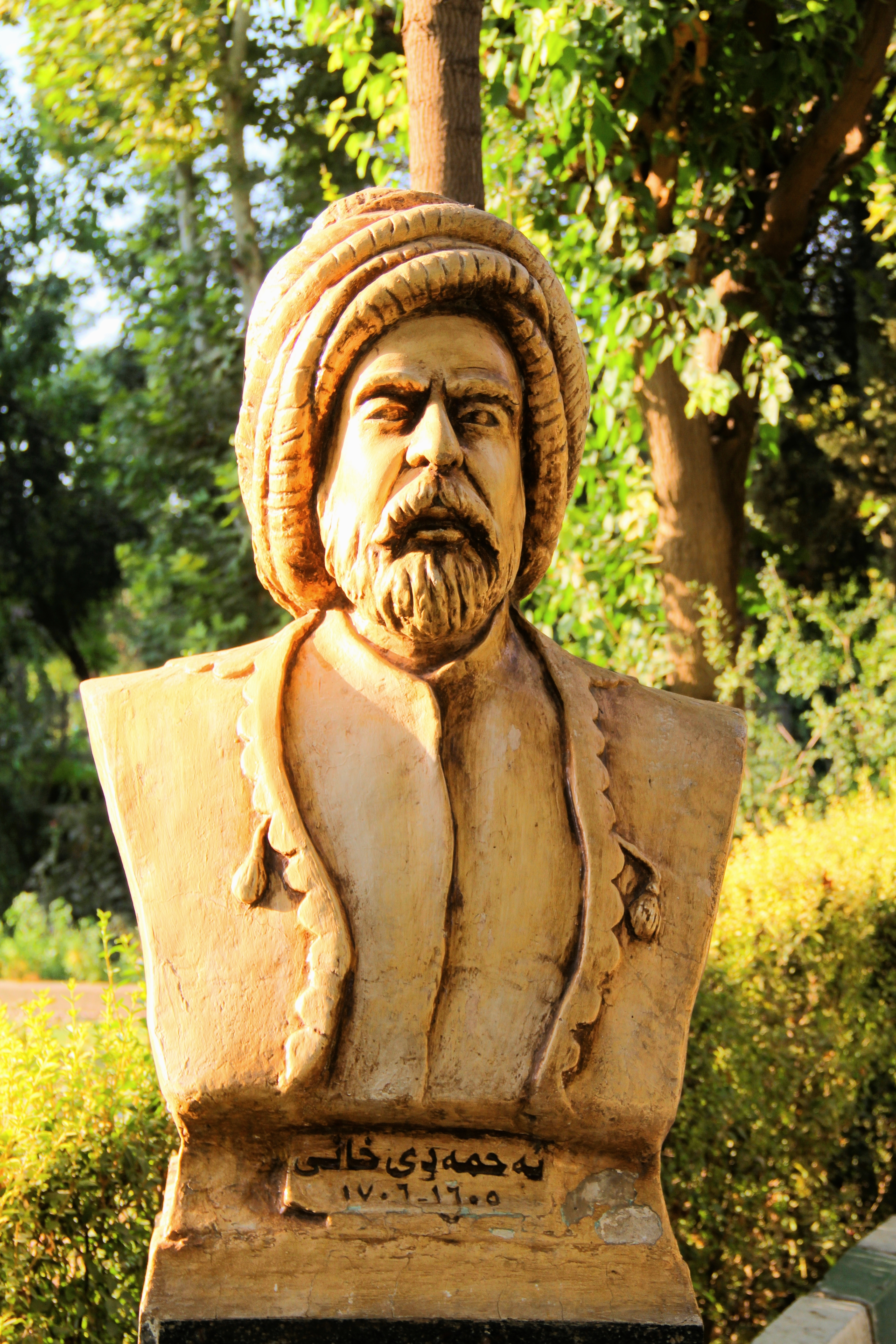
17世紀の詩人であるアフマド・ハーニーの胸像（イラン・シレーマニー）

クルマンジーが本格的に文学言語として用いられるようになったのは16世紀から17世紀後半のことであり、ビトリスやイマディヤでは多くの詩人が活動した。ボフタンはこの時期のクルド系国家のひとつであり、同国のクルド人諸侯は詩人のパトロンとなった。16世紀から17世紀前半までのクルマンジー詩人で、著作が現代まで残っている者としては、エリイェー・ヘリーリー、メライェー・ジジーリー、フェキイェー・テイランなどがいる。ジジーリーは、ボフタンの首府・ジズレ出身であり、クルマンジーでイスラム神秘主義を背景とする詩を執筆した。16世紀末には、クルド人によるクルドの歴史書として『シャラフ・ナーメ（シャラフの書）』が書かれた。同書はペルシア語で書かれているものの、一部にはクルマンジーの語彙も含まれる。
17世紀後葉の詩人である、アフマド・ハーニーは、クルド文学をアラビア語文学やペルシア語文学に並ぶものに発展させようと尽力した。エルギン・オペンギンによれば、彼の代表作はマスナヴィー（物語詩）の『メムとジン』、クルド語・アラビア語辞書の『ヌビハーラー・ビトゥカン』、詩による教話である『エディーケヤ・イーマニー』である。18世紀には、ハーニーによるクルマンジーの地位を強めようとする運動も背景として、メラー・フセイネー・バテイーによりムハンマドの生誕についての典礼詩であるメウルード（Mewlûd）が、モッラ・ムハンマド・アルヴァシ（Molla Muhammad Arvasi）によりクルマンジーの医学書である Kitâb al-ṭubb bâ lisân al-kurdî が執筆された。
アルダラーンにおいては、15世紀から19世紀にかけてゴラニ詩が発展した。同国の庇護を受けるかたちで、17世紀から18世紀にかけて、ゴラニは「文学的コイネー」としての地位を獲得し、非ゴラニ語話者もこの言語での詩作をおこなった。ゴラニで執筆した代表的な詩人としては、19世紀のメウレウィーがいるが、同国の滅亡後、ゴラニ文学は急速に衰退していった。
ソラニーによる詩作は、18世紀より発展した。バーバーンにおいては19世紀、ナーリー・サーリム・クルディーのようなバーバーン派（Baban school）の詩人が活動した。しかし、19世紀にはオスマン帝国の中央集権化が強まると、帝国領内のクルド諸侯国の半独立状態は終わり、クルド語文学の進展は大幅に停滞した。マフウィやハージー・カーディリー・コーイーのような詩人は、ソラニーでの執筆を続けた。

### 近現代
クルディスタンは第一次世界大戦の講和条約によって分割が進んだ。セーヴル条約（1920年）によって定められたクルディスタンは自治と住民投票を認められたが、範囲は縮小された。その後のトルコ独立戦争で成立したトルコの新政府はセーヴル条約を破棄し、ローザンヌ条約（1923年）によってクルディスタンの独立は無効となった。トルコ政府は、国内にイスラーム教徒のマイノリティは存在しないと主張したため、イスラーム教徒のクルド人はマイノリティとしての権利保護を受けなかった。クルド語は当初は制限されなかったものの、後年のトルコ政府によって抑圧を受けることになった。

#### トルコ
トルコ革命の時期からトルコ・クルド紛争が起き、トルコ共和国の建国をへて紛争は現在も続いている。デルスィムではクルド人によるデルスィム反乱（1937年 - 1938年）が起き、トルコ政府による虐殺と同化政策が行われた。トルコではクルド人の存在は公的に認められず、「山岳トルコ人」と呼ばれた。公的な場所でのクルド語の使用やクルド語での出版や放送が禁止され、1980年のトルコ軍による9月12日クーデターを頂点として、クルド語書籍の没収や焚書、クルド語地名のトルコ語への変更も行われた。1989年にトゥルグト・オザル大統領が国内にクルド人が暮らしていることを認め、自身もクルド人の血筋であると公言した。トルコ政府は1991年の言語法で公共の場でのクルド語の使用と出版を認めた。

#### イラク、シリア
イラクではイギリス委任統治領時代からクルド語の出版や教育の自由が認められており、1958年の7月14日革命後もバグダード大学でクルド文学の研究が行われていた。しかしサダム・フセイン政権はイラン・イラク戦争末期の1988年にアンファール作戦によってクルド人を攻撃し、5万人から10万人を虐殺した。イラク軍はクルド自治区のハラブジャを化学兵器で攻撃し、5000人以上が死亡するハラブジャ事件と呼ばれる虐殺も起きた。2014年以降のシリアやイラクではISILがクルディスタンに侵攻し、クルドの軍事組織ペシュメルガはISILとの戦闘で勝利した。アメリカは戦闘においてクルド人への支援も行った。こうした紛争もクルド人の作者に描かれている（後述）。
シリアではロジャヴァに民主自治政府が成立し、クルド言語・歴史・文学アカデミーが設立された。クルド語の教育制度が整備され、歴史や文学の教育やクルド語辞書の編纂が行われている。

#### イラン
レザー・パフラヴィー時代のイランにおけるクルド文学の活動は、秘密のグループを作ってクルド語や作品を共有することだった。イギリス委任統治領でクルド語の出版が可能だった隣国のイラクから出版物を運び、グループで読み合った。このグループからクルディスタン復興委員会（コマラ）が結成され、コマラからイラン・クルディスタン民主党（HDKA）へと発展して、初のクルド人の共和国であるマハーバード共和国の建国が実現する。しかし共和国を支援していたソヴィエト連邦の撤退によって共和国は崩壊した。

#### ヨーロッパ
クルド人にとって、1960年代以降はヨーロッパがクルド語やクルド文化に触れる重要な地域となった。スウェーデンは1970年代以降に政治難民や戦争難民のクルド人を受け入れ、1980年代にはトルコの軍事クーデターを逃れた多数の知識人がスウェーデンに移住した。この影響で、スウェーデンではクルド語の出版が盛んになった（#出版、図書館、文学賞も参照）。フランスでは1983年にクルド研究所が設立され、クルド語教育や情報センター的な役割を担った。

## 作品の形式

### 古典詩

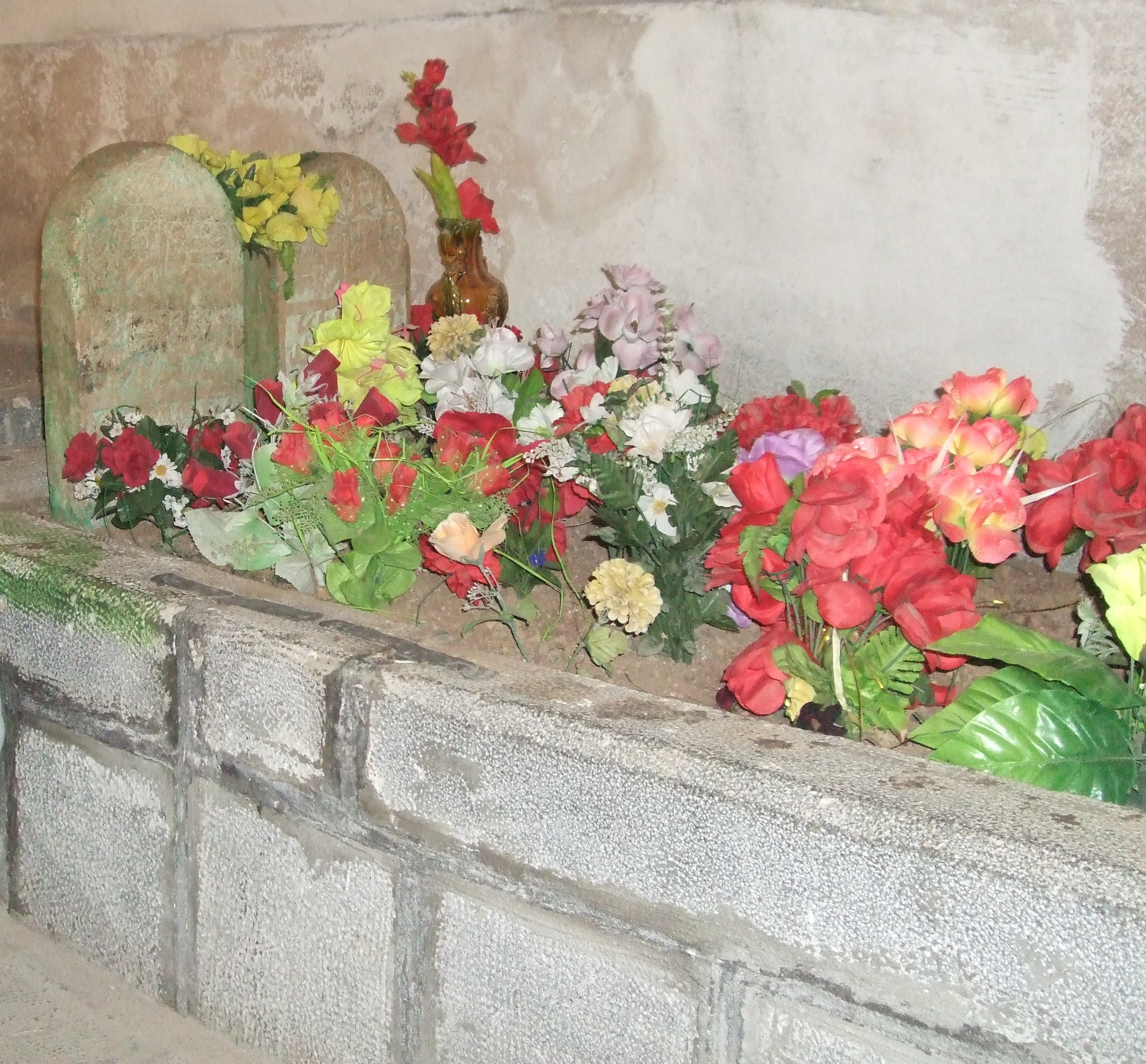
『メムとジン』をもとにした墓。ジズレにある

詩は、20世紀以前のクルド文学の大部分を占めた。内容的には叙事詩と抒情詩に大別される。叙事詩の代表例としてはクルマンジーで執筆されたハーニーの『メムとジン』やテイランの『シェーヘー・センアーン』（シャイフのセンアンの物語）、ゴラニで執筆されたハーナイ・クバディーの Xosrow û Sîrîn（ホスローとシーリーン）などがある。抒情詩を手がけた詩人としては、クルマンジーではジジーリーやペルテウ・ベゲー・ヘカーリー、ゴラニではメウレウィーとミステファー・ベーサラーニー、ソラニーではナーリー、クルディー、サリームが知られている。
クルド古典詩の形式は、おおまかにはペルシア詩のものにのっとっており、アルーズィー（aruzi、長短韻律）が広く使われる、技巧的なものである。クルド語においては自然に長短韻を踏むことが難しかったため、ペルシア語やアラビア語の単語も織り交ぜられた。多言語による言葉遊びには、詩人の博識さと言語能力を誇示する意味もあった。また、サキやサヨナキドリといったペルシア的モチーフは、クルド詩にも頻出する。とはいえ、これには言語によって例外もある。たとえば、クルマンジーおよびソラニーのガザルはペルシア詩同様、単一の韻にもとづくアルーズィーに沿って執筆され、長さは7行から14行程度に定められる。しかし、ゴラニのガザルはその限りではなく、音節韻律をベースとする自由な押韻が用いられ、長さもさまざまである。
『メムとジン』は、クルド文学の代表的作品としても知られている。同作は、クルドの伝承にある、『シーリーンとファラッハト』とも呼ばれる悲恋物語をもとにしたものである。対立する一族のメムとジンという名の若い男女が、新年の祭りであるノウルーズで出会って恋仲になる。しかし周囲に反対された末にメムは一族に殺害され、ジンはメムの墓の前で自殺する。この作品は、クルド版の『ロミオとジュリエット』としてトルコでドラマ化された。トルコの文化観光省が初のクルド語作品の翻訳をした際には、『メムとジン』が選ばれた。

### 近現代詩
19世紀後半には、こうした古典詩のペルシア的性質・耽美的性質は批判されるようになった。オスマン帝国領内で民族主義の高揚を背景に、コーイーのような詩人は民族ロマン主義にもとづく詩を執筆した。ピーレメールドのようなモダニズム詩人は西洋詩の影響を受け、写実主義的な詩作を志した。ペルシア的なものからの離脱と、民俗的なものへの接近の試みの中で、1940年代以降にはゴラニ詩の韻律体系が再発見され、現代詩に導入された。
レザー・パフラヴィー時代のイランの詩人として、マハーバード出身のヘームンやハジャールがいる。ヘームンらは秘密の文学サークルで活動し、イラクからクルド語の出版物を持ち込んだ。文学サークルはクルディスタン復興委員会（コマラ）の結成につながり、コマラが出版したクルド語の詩集はイランやイラクで人気を呼んだ。クルド人の誇りや故郷への想いを込めた内容で、文字を読める読者が読めない読者に詩を語ることでも広まっていった。マハーバード共和国が建国された際は、ヘームンとハジャールは桂冠詩人となった。共和国が崩壊すると、ヘームンは潜伏したのちにクルド科学アカデミーで文学活動を行い、イランでクルド語の文化誌を編集した。ハジャールは刑務所に収監されてから脱走し、モスタファ・バルザーニーの蜂起に参加してクルディスタン民主党（KDP）の機関誌の編集やラジオ放送で活動した。ハジャールの詩は各地のクルド人に理解しやすいようにクルド語のモクリー方言で書かれており、虐げられた者が抵抗する権利や、クルド人への自制と勇気を語りかける作風で支持された。

### 口承文芸

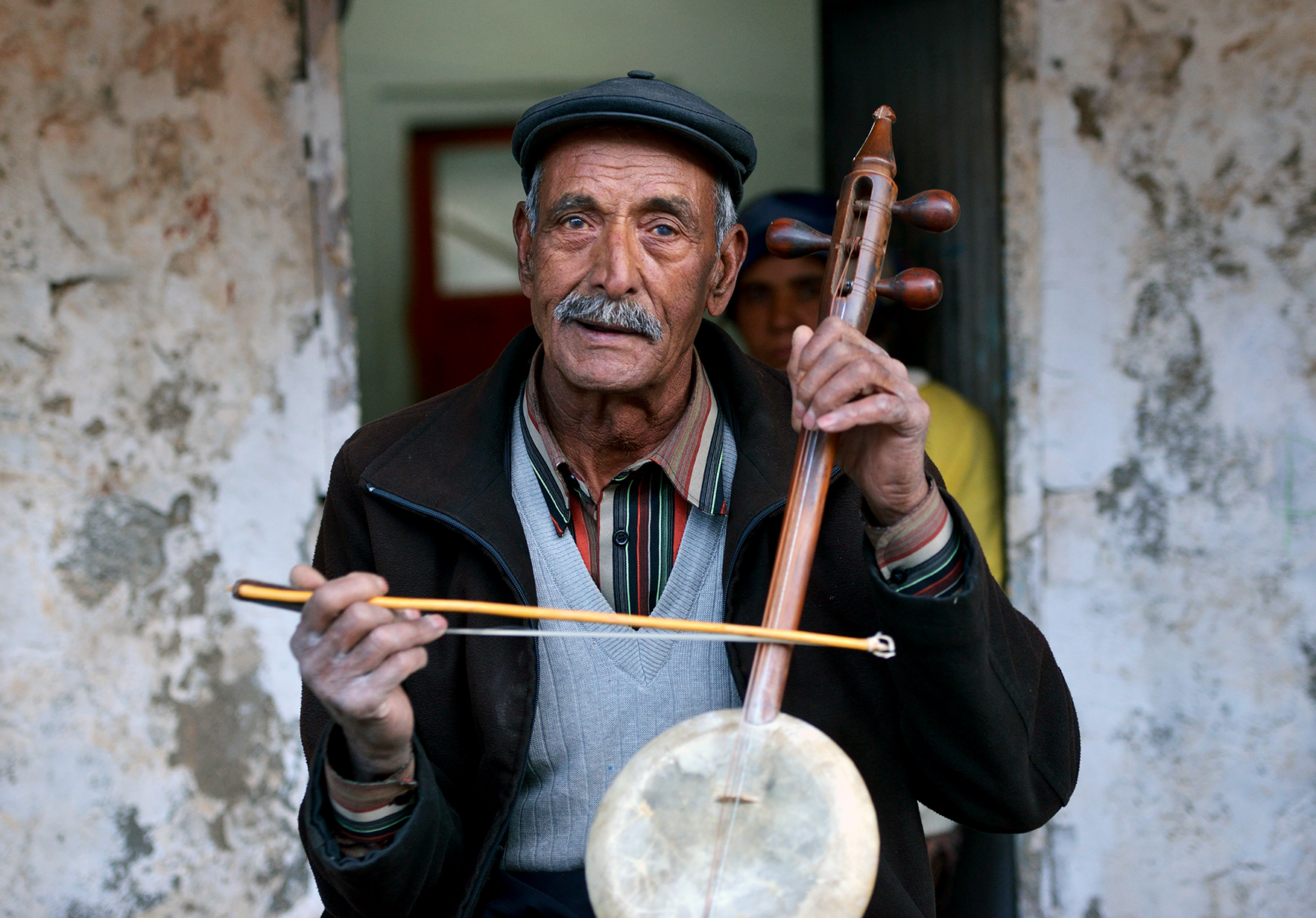
デングベジュと呼ばれる吟遊詩人

クルドの口承文芸として、デングベジュという吟遊詩人がいる。クルド語でデングは「声」、べジュは「歌う、伝える、語る」を意味している。内容には英雄譚、人間模様、情感などがあり、クルド語でストランと呼ばれる歌を歌う。クルディスタンの都市ディヤルバクルとヴァンには「デングベシュの家」と呼ばれるサロンがある。トルコでは1930年代以降の民族主義の中で民謡収集が行われ、トルコ語ではなかった詩歌もトルコ語化された。このためクルドやアルメニアの民謡もトルコ民謡としてトルコ語で記録された。1960年代にはクルド民謡がトルコ民謡として国営放送で流された。クルド人音楽家のシヴァン・ペルウェルはクルド語の歌を唄ったために亡命することとなった。クルド人歌手のアフメット・カヤは1999年にクルド語のアルバムを制作すると発表したが告訴され、パリへ亡命した。他にもヨーロッパへ逃れたアーティストがいる。

### 小説
19世紀には多くのヤズィディー教徒クルド人が、オスマン帝国からロシアに移住した。そうした移住者のひとりであるアラブ・シャミロフ（エレベ・シェモー）がクルマンジーで執筆し、1935年にエレバンで出版した Şivanê kurmanca（クルドの羊飼い）は、クルド語小説の先駆けとして知られている。同作もふくめ、シャミロフの作品の多くは、ソビエト連邦におけるクルド人の状況を社会主義リアリズム的に描写したものである。
クルド系トルコ人のヤシャル・ケマルはトルコ共和国の国民的作家として知られている。ヤシャル・ケマルはトルコ共和国の建国と同時期にチュクロワ平原の農村で生まれ、チュクロワの口承文芸や歴史、風土に影響を受けて育った。ヤシャル・ケマルの作品には吟遊詩人のアーシュクが詠んできたトルコ語の詩歌や、伝説・物語からのインスピレーションがあり、アナトリアの自然と人間の関係、正義をテーマとしている。代表作の『痩せたメメッド』（1955年）は、トルコ共和国建国後の1920年代から1930年代に農村を支配する領主に立ち向かう若者の物語で、勧善懲悪や超法規的な英雄を描いた。20数か国語に翻訳されており、ノーベル文学賞の候補にノミネートもされた。ケマルが死去した際、アフメト・ダウトオール首相は、トルコ最大のクルド系作家がクルド人問題の解決を見ずに死んだことに哀悼の意を表した。
フセイン・アーリフ（Hussein Arif）はイラク王国時代のスレイマニヤ出身で、クルド人の国家樹立をペンで支えるために創作を始めた。代表作『シャール』は、スレイマニヤのクルド人が各時代の政権に抵抗する様をテーマとした小説で、「本を読めるスレイマニヤ人のほぼ全てが読んだ」と語られるベストセラーとなった。アーリフは抵抗小説の作家として評価され、のちに政治家としても活動した。アーリフのデビュー短編『チャイ・シリーン』（1959年）は、お茶の味付けに込められた女性の愛情に気づかない男性の失敗を描いており、スレイマニヤで読み継がれている。
メフメッド・ウズンは現代クルド語文学の開拓者とされる。幼少期からクルド語を禁じられたのち、刑務所で出会った作家のムーサ・アンテルからクルド語を再び学び、トルコからスウェーデンに亡命して活動を続けた。代表作として、トルコ軍人となったクルド人の恋愛を描いた『愛のような光 死のような闇』（1998年）がある。実在のクルド人を主人公としてチェルケス人との悲恋を叙事詩的な語り口で描いた『失った恋の影で』（1989年）や、アルメニア人虐殺に触れた『ざくろの花』（2000年）などの作品もある。ウズンはクルド語の他にトルコ語やスウェーデン語でも発表したが、小説だけはクルド語で執筆をした。小説をクルド語で執筆する理由として、母語であり禁じられた言語である点、母語に対する倫理的な責任、言語を守り発展させることの重要性、幼少時代の言語に魅力を感じた点、クルド語の独創性などをあげている。

### 児童文学
ジャミル・シェイクリーはクルドを舞台とした児童文学を創作している。クルディスタンでゲリラや新聞記者として働きながら、クルド人少年の視点からとらえた戦争を『白い雲』というタイトルで執筆した。ベルギーに亡命したのちに『白い雲』はオランダ語の翻訳で出版された。その後、5歳の子供を主人公にクルドの村の暮らしを描いた『ぼくの小さな村 ぼくの大すきな人たち』（1998年）など発表を続けている。

### ノンフィクション
イラク出身のヒネル・サレームは、サダム・フセイン政権の弾圧を逃れてパリで映画監督として活動している。自伝的物語である『父さんの銃』（2004年）をフランス語で執筆し、少年時代のクルディスタンの暮らしや、攻撃を受けた故郷からの逃亡や差別、人々との出会いを語った。イラン出身のベフルーズ・ブチャーニーは難民としてオーストラリアに向かい、マヌス島の難民施設に収容されたのち、密かに持った携帯電話を使ってペルシア語でWhatsAppに投稿した。ブチャーニーの体験は『山よりほかに友はなし』（2018年）として出版されオーストラリアの文学賞を受賞した。ブチャーニーは本書において収監体制を批判している。クルド人とISILとの戦いについては、アザド・クディ（Azad Cudi）の著書『この指がＩＳから街を守った』（2019年）に詳しい。クディはクルド人民防衛隊に志願してスナイパーとなり、コバニ包囲戦で戦った経験を持つ。
トルコのジャーナリストのイルファン・アクタンは、トルコ社会のクルド人、シリア難民、性的マイノリティなどをテーマに取材している。ドキュメンタリー番組制作の他に、著書としてクルド問題に関するインタビュー集『毒と解毒剤：クルド問題』（2006年）や、イラク出身のユダヤ人だった祖母をテーマにした『Nazê：ある移住の物語』（2011年）がある。アクタンは2022年に川口市と蕨市を訪れ、在日クルド人について取材を行っている。

### 演劇
クルディスタンでは、ノウルーズなどの祭日に行われる祝祭的な出し物や、ティーハウスなどで行われる口承文芸のお披露目など、さまざまなパフォーミングアーツが古くから存在した。『鍛治屋カーヴェ』や『王の王』などがノウルーズの代表的な出し物である。ノウルーズに語られる鍛冶屋カーヴェの物語はその後も主にトルコなどにおいてクルド人の独立と抵抗の象徴として演劇に組み込まれた。
西洋式の近代演劇が本格的に始まったのは20世紀に入ってからである。最初のクルド語戯曲は1919年にエブドゥレヒム・レフミ・ヘカリがイスタンブールの雑誌で発表した Memê Alan である。その後、トルコ、アルメニア、ジョージア、イラク、イラン、シリアなどの国々や、他の地域に移民したクルド系移民によって演劇活動が行われるようになっている。

トルコではクルド語による文化活動が禁じられていたため、トルコ共和国成立後はクルド演劇は低調であり、1960年代に著名な活動家ムーサ・アンテルが戯曲を執筆したのが最初の主な演劇的成果である。1991年にクルド語使用が解禁されてからは、イスタンブールのメソポタミア文化センターがトルコのクルド演劇の中心的な活動場所となった。しかしながらメソポタミア文化センターにおけるクルド演劇上演は、1990年代もトルコ警察による妨害を受け続けた。2013年には国立劇場でクルド語の演目の上演が企画され、クルド人作家の作品ではジュマ・ボイヌカラ（Cuma Boynukara）の『無能者』、オルハン・アセナの『娘ファーディキ』や『大地』、そしてクルド語の叙事詩『サラーフッディーン・アイユーブ』などがレパートリーに入れられた。2020年にはイスタンブールで上演される予定であったダリオ・フォの作品のクルド語版が当局より中止された。

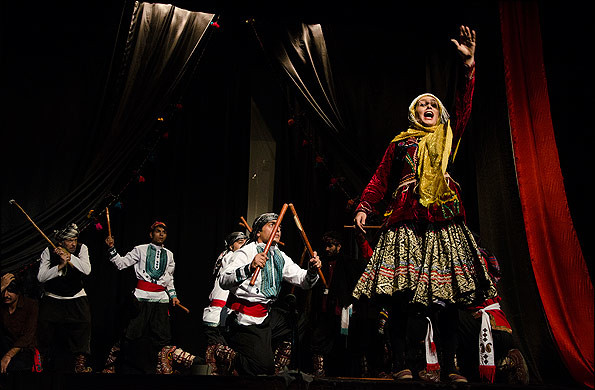
2024年のクルド国際演劇祭の様子

イラクのクルディスタンでは1920年代頃から、ユダヤ教徒などムスリムではない住民も参加して演劇活動が行われていた。スレイマニヤなどで演劇が盛んであったが、1940年代末頃から政府がクルド人の演劇活動に介入するようになった。1958年のイラク王国滅亡や1970年のクルディスタンの自治開始によりクルド演劇がイラクのクルディスタンで興隆したが、1990年代半ばの内戦で大きな打撃を被ることとなった。2010年代後半以降は、ISILによるヤズィーディー教徒の虐殺の被害者となった人々を支援するための演劇活動も行われている。
イランでは同化政策の影響でクルド人による演劇活動は低調であったが、1945年に初めて本格的なイランのクルド人による芝居『母国』がマハバードで上演された。サッゲズのクルド国際演劇祭とマリヴァンの国際ストリートシアターフェスティバル（Marivan Street Theatre Festival）は、イランのクルディスタンで開催されているものとしては規模の大きい二大演劇祭である。

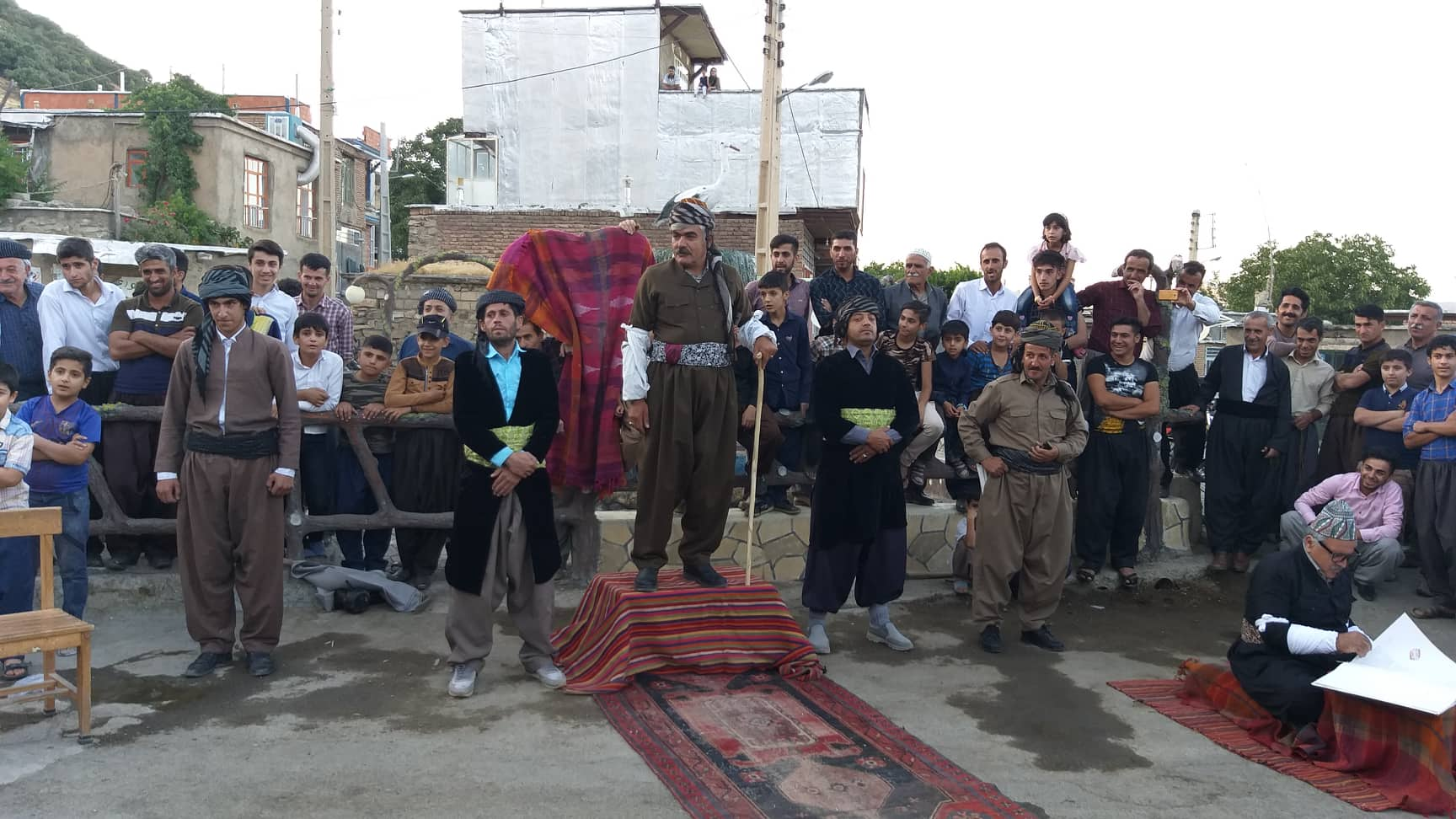
イランのクルディスタンにて、街頭で上演中のストリートシアターの演目

シリアにおけるクルド人の演劇活動は1930年代頃から始まった。2014年以降はロジャヴァでクルド人による演劇活動が非常に盛んになっており、革命や抵抗を主題とする作品が発表されている。
1937年にはアルメニア・ソビエト社会主義共和国のアラグヤズにて、歴史上唯一の国の支援を受けたクルド劇場が作られ、主に地元のヤズィーディー教徒の若者たちにより運営されていた。アラグヤズのクルド劇場は資金難で1947年に閉館したが、その後もアルメニアではエレバン放送でクルド語のラジオ劇が放送されるなど、クルド人による演劇活動が継続的に行われていた。隣国のジョージアでも1980年にトビリシで初のクルド劇団が旗揚げされた。
20世紀後半以降、世界各地に移民したクルド人により、カナダ、イギリス、フランス、オランダ、デンマーク、ドイツなどで演劇活動が行われている。2022年には日本の東京において川口市の在日クルド人住民が出演する芝居が上演された。

## 作品のテーマ

### 抑圧
トルコ出身の女性作家であるスザン・サマンジュは主にベルギーで活動しており、2015年に初のクルド語作品を発表した。作品としては短編小説集『沈黙の陰で』（2001年）や長編小説『ハラブジャからの恋人』（2009年）がある。後者はイラク軍が化学兵器を使ったハラブジャの虐殺を生き延びた人物が主人公となっている。サマンジュは改行のない文体を駆使することでも知られている。
ブルハン・ソンメズはトルコ語で執筆をしつつ、作家としてのアイデンティティは母親がクルド語で語ってくれた物語にあるとしている。トルコで左派政党に所属して逮捕された際に警官から暴力を受け、イギリスで治療を受けながら自身を癒すためのセラピーとして作家活動を始めた。デビュー作の『北』（2009年）では、父親の死の謎を知るために北へ旅する青年の冒険を通して哲学的なテーマが表現されている。2作目の『純真な人々』（2011年）は故郷のハイマナやケンブリッジ、テヘランを舞台として国内文学賞を受賞し、3作目の『イスタンブル、イスタンブル』（2015年）では地下牢で囚人たちが語る物語が『デカメロン』のような形式で流れつつ、囚人の受ける苦難が描かれる。

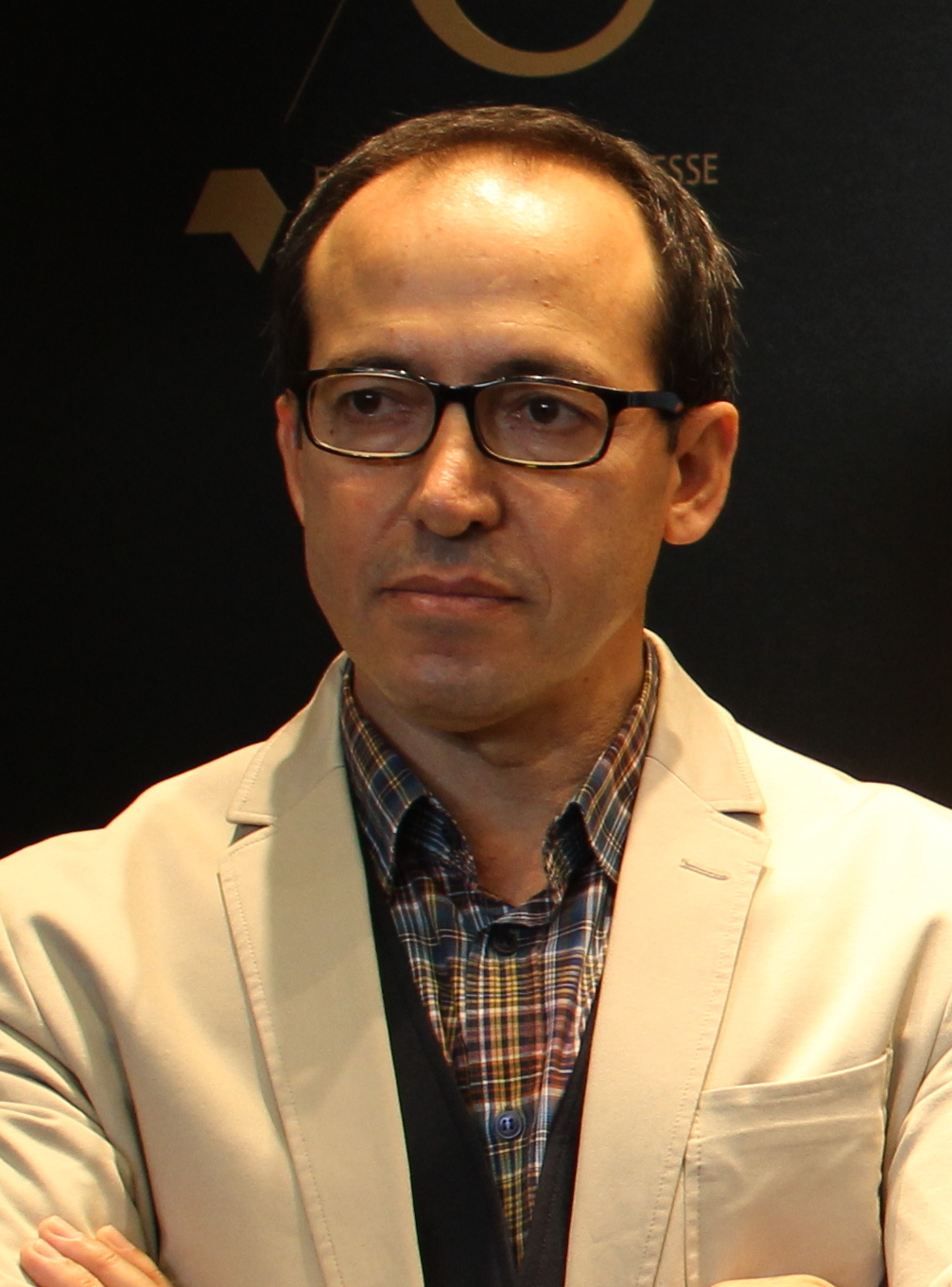
ブルハン・ソンメズ

セラハッティン・デミルタシュはザザ人のルーツもあるクルド系作家で、『セヘルが見なかった夜明け』（2017年）を発表した。トルコで法律家から政治家となったデミルタシュは国民民主主義党（HDP）の共同党首をつとめて大統領選挙に立候補したのち、政府や国家機関を公然と侮辱した罪状で収監されている。

### ジェンダー

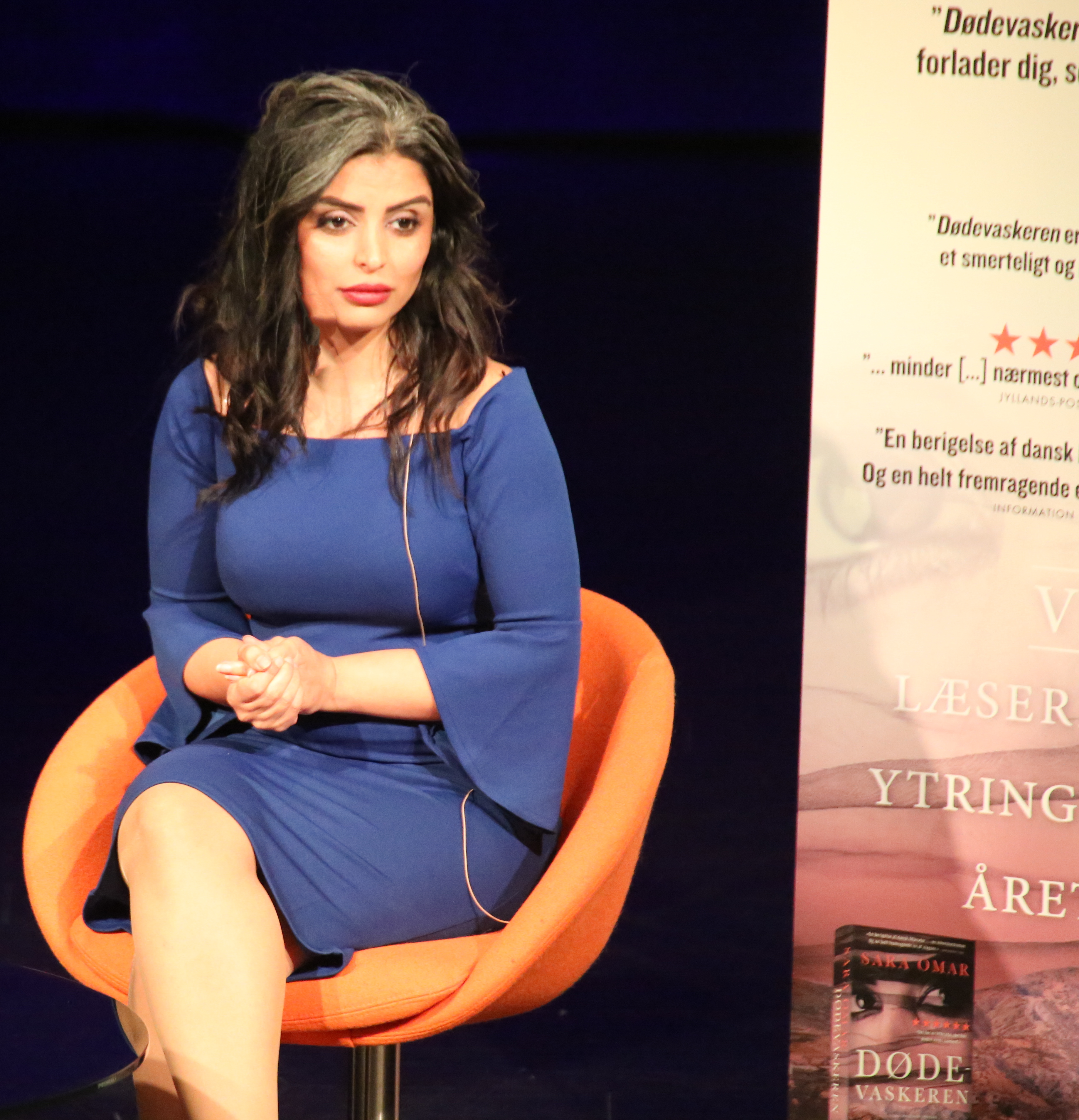
サラ・オマール

スザン・サマンジュの『ロジン』（2001年）では、トルコのクルド人が受ける悲劇の総体として、故郷を追われた一族、強制結婚、村落防衛隊による暴力、性暴力を受けた家族の女性に名誉殺人を行おうとする男性などが語られる。ヤシャル・ケマルの作品にも名誉殺人について書かれている。
サラ・オマールはイラクのクルディスタン地域出身で、デンマークで執筆をしている。子供や女性の虐待、家父長制、イスラームと女性の問題などをテーマとし、デンマークの団体やアムネスティで活動をしている。シリア出身でオーストリアで活動するマリア・アッバース（ماريا عباس）は、市民運動や女性のエンパワーメント活動をへて作家兼ジャーナリストとなった。短編集『ひと束のラベンダー』（2017年）や『キナの木も裏切る』（2023年）を発表し、女性を通して紛争における暴力や抑圧を描いている。
ヤズィーディー教徒のナディア・ムラドは、ISILがヤズィーディー教徒の虐殺を行った際に囚われ、イスラームへの改宗を強要されて性奴隷とされた。ムラドはISILから逃亡したのちに女性の権利擁護者や国連親善大使として活動し、2018年にノーベル平和賞を受賞した。ムラドは自身の体験を『THE LAST GIRL』として発表している。書名には、このような体験をする女性が自分で最後であることを望む意図がある。

### 歴史

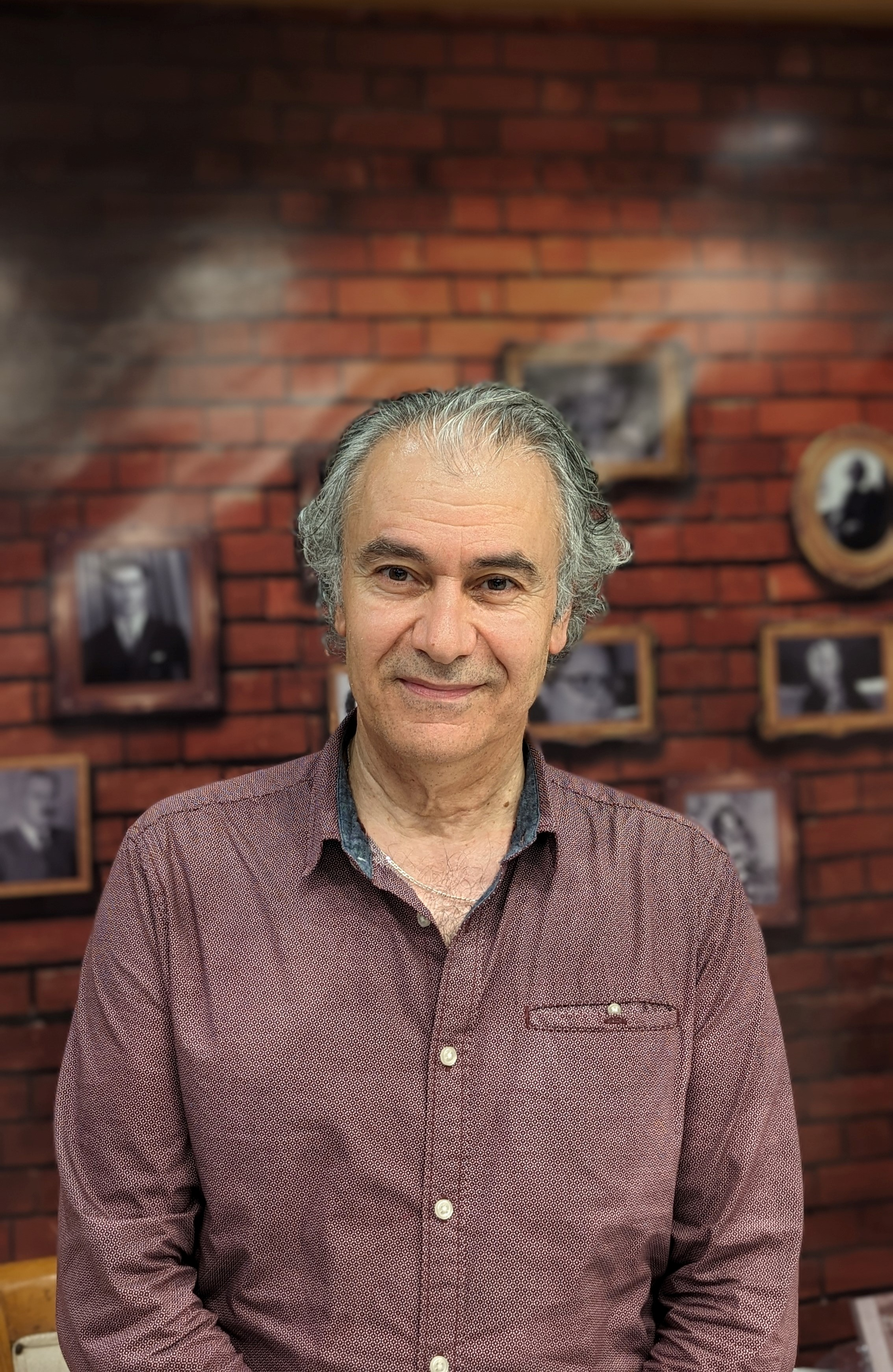
ジャン・ドスト

クルド人が書いた初期の歴史書としては、13世紀の歴史家イブン・アスィールや、16世紀のオスマン帝国の高官となったイドリス・ビトリシらの著作がある。クルド人によるクルドの歴史書として、16世紀にペルシア語で書かれた『シャラフ・ナーメ（シャラフの書）』がある。著者のシャラフ・ハーン・ビドリースィーはアナトリア南東部のクルド系領主だった。『シャラフ・ナーメ』の前半はクルディスタン各地の統治者の歴史、後半はオスマン帝国とイラン、中央アジアの統治者の歴史となっている。初の総合的なクルド史であり、クルディスタン社会の貴重な史料となっている。
ジャン・ドストはシリアのコバニ出身で、クルド語の詩人をしつつ自然科学の教師として働いたのち亡命してドイツで暮らしている。詩や小説を発表し、小説は4作目までクルド語で書き、5作目以降はアラビア語で書いている。オスマン帝国の時代を舞台とした歴史小説が多く、『幸福なマルティン』（2011年）は18世紀ドイツの青年マルティンが、秘薬について書かれた書物を探し求めてオリエントを旅する。人間の幸福を求めたはずのマルティンが富を築いて堕落する様子や、マルティンの親友が語るアフリカの奴隷貿易を通して、西洋がもたらした不寛容を批判している。また、クルドの古典作品『メムとジン』の著者アフマド・ハーニーを主人公にした小説『ミールナーメ』（2008年）を発表し、『メムとジン』をアラビア語に翻訳した。
ヤウズ・エキンジは教員として働きながら、トルコのクルド人の厳しい現実や近隣民族との歴史の重なりをテーマに執筆している。『肌に書かれた章句』（2010年）は、ギルガメシュ叙事詩に登場する人物ウトナピシュティムとトルコ作家の人生が交錯する。『天国の失われた大地』（2012年）はエキンジの出身地でもあるミシュリタ村を舞台にして、3世代の故郷喪失を描いた。『夢を引き裂かれし者たち』（2015年）ではドイツに逃れた難民が、ゲリラとなった弟を探し求める。

### 宗教
クルディスタンは、迫害を逃れた少数派の宗教集団が移り住んできた地域でもあり、ヤズィーディー、アレヴィー派、アフレ・ハック、ゾロアスター教、バハーイーなどが信仰されている。イスラーム以前から、クルディスタンのほぼ全域にはシリア典礼キリスト教の諸教会もある。
ヤズィード派の信徒を意味するヤズィーディーの宗教テキストのほとんどは口頭伝承だった。聖典として、1911年と1913年に写本が出版されたマスハフ・ラッシュとキターブ・アル・ジャルワがある。この2冊はヤズィーディーではない人々によって書かれたものの、内容はヤズィーディーの口承と整合している。カウル（qawl）と呼ばれるクルマンジー語の讃美歌は口頭で伝えられていたが、1979年にヤズィーディーによってカウルが出版されて論争が起きた。アルメニア共和国に住むクルド人は主にヤズィーディーであり、ソヴィエト連邦の構成国時代の1920年代にクルド語の表記が制定されてキリル文字やラテン文字によるクルド語の出版物がある。
アフレ・ハックは古代イランの宗教やイスラーム神秘主義、シーア派の流れに属する宗教集団で、イラン西部のケルマーンシャー州を中心としてクルド人の他にも信仰されている。アフレ・ハックには聖典は存在せず、キャラームと呼ばれる宗教詩が主に口承によって語り継がれてきた。キャラームは難解で、その内容について知識を持つ者はキャラーム・ハーンと呼ばれる。アフレ・ハックの集会では、キャラーム・ハーンによってキャラームが朗唱される。

### アンソロジー
トルコのエヴレンセル印刷出版社の『クルドの歴史と文化シリーズ』第15巻はクルド文学の短編アンソロジーであり、ハサン・カヤは43編のクルド文学作品をトルコ語に翻訳した。クルド社会の暮らし、伝統、感情、移住や追放の物語が収録されており、トルコの他にシリア、イラク、イラン、旧ソ連の作家の作品もある。
トルコ人の作家 ムラトハン・ムンガンは、トルコ政府がクルド人に対する虐殺と同化政策を行ったデルスィムをテーマとするアンソロジー『あるデルスィムの物語』を編集した。このアンソロジーにはブルハン・ソンメズとヤウズ・エキンジの作品も収録されている。ソンメズは『先史時代の犬ども』、エキンジは『祖父の勲章』を発表した。『祖父の勲章』では、祖父を誇りにしていた主人公が、婚約者との会話からデルスィムで祖父が行ったことを想像する。シリア・クルディスタンの街で、ISILに勝利したコバニをテーマとしたアンソロジー『石に囁く物語集コバニ』（2015年）も出版された。
クルディスタンをテーマとするSF作品のアンソロジー『Kurdistan +100』（2023年）がイギリスで出版された。『+100』シリーズは重要な出来事の100年後という設定で執筆されており、『Kurdistan +100』ではマハーバード共和国建国の100年後を描いた作品が集められている。

## 出版、図書館、文学賞

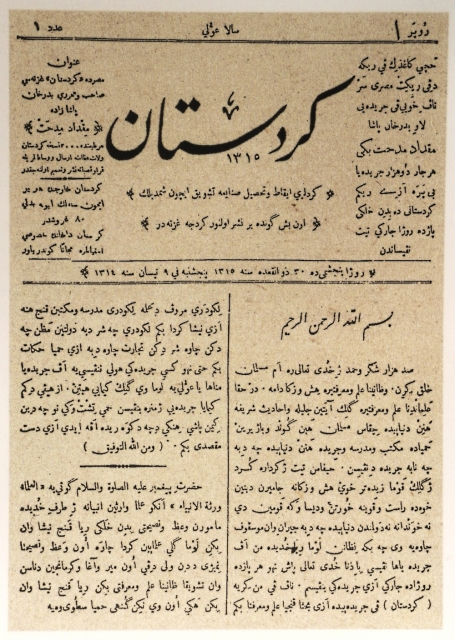
初のクルド人発行の新聞『クルディスタン』

19世紀にクルド人の民族主義思想をとなえる者によって出版物が刊行された。1898年には初のクルド人による新聞『クルディスタン』が発行された。オスマン語とクルド語で掲載され、エジプトのカイロで創刊したのちにヨーロッパに発行所を移しながら継続した。発行人はべディル・ハーン・ベグの息子ミドハド・べディル・ハーンで、編集長はミドハドの弟のアブドゥッラフマーンだった。20世紀初頭のアナトリアのクルド民族主義は、オスマン帝国内で民族として認められることを主な目標とした。しかし青年トルコ人革命後に非トルコ系の団体は閉鎖され、クルド系の雑誌も閉鎖された。第一次世界大戦でオスマン帝国が敗北するとクルド人の間に独立運動が始まった。ジェラーデト・アリーはシリアでクルドの文化活動を進め、クルド語のラテン文字表記を考案し、文法書の発行とクルド語・フランス語の雑誌『ハーワール（呼びかけ）』や『ロナーヒー（灯り）』を創刊した。ジェラーデトの弟カムラーンは雑誌『ロジャー・ヌー（新しき日）』と『ステール（星）』の主筆となった。
かつてトルコでは公的な場所でのクルド語の使用や出版が禁止されていたが緩和が進み、クルド語の作品も出版ができるようになり、トルコの図書館にもクルド語の書籍が所蔵されている。ヤウズ・エキンジはクルド文学の翻訳プロジェクト「イエロー・ブックス・シリーズ」を運営しており、世界各地のクルド作家の作品をクルド語とトルコ語に翻訳してトルコで出版している。第1弾はアラビア語やドイツ語の小説だった。イランではクルド語の出版が認められている。マハーバードにある詩人へームンの元自宅は改装され、文化遺産庁の文学館となった。
クルド人の難民を多数受け入れたスウェーデンでは1970年代からクルド人の雑誌出版が行われた。当初の読者はトルコからの難民でクルド語を読める者が少なかったためトルコ語で印刷され、これらの雑誌を通してクルド人としての帰属意識をもつ者も増えた。1980年にトルコでクーデターが起きたことと、スウェーデンがマイノリティ言語への出版助成を行ったことが影響して、1980年代のスウェーデンではクルド語の出版物が増えた。亡命クルド人はトルコ語やクルド語の他にスウェーデン語や英語でも執筆をした。フランスのクルド研究所の図書室には、クルド文学やクルド史に関する蔵書が一般開放されている。
イランのバーシュール出版社は、毎年の最も活動的なクルド文学作家に与える文学賞としてバーシュール文学賞を運営している。選出は22人のクルド文学作家、詩人、翻訳者、専門家が行っており、第1回はアッバース・ジャリーリーヤーンが受賞した。イランのケルマーンシャー州出身のジャリーリーヤーンは文芸やクルド語研究で活動し、小説『もしマルーチなら』、民話集『金ぴかと銀ぴか』、クルド語辞典『エンサイクロペディア・クルディカ』などを著している。

## 主な著作家
以下の一覧は、ムンガン編 (2017)、磯部 (2019)、山口 (2019)、中東現代文学研究会編 (2013)、中東現代文学研究会編 (2017)、中東現代文学研究会編 (2022)を主に参照して作成。
- バーバー・ターヒル（英語版）（11世紀）
- イブン・アスィール（1160年 - 1233年）
- エリイェー・ヘリーリー（英語版）（1009年 - 1079/1080年）
- メラー・フセイネー・バテイー（英語版）（1417 – 1495年）
- イドリス・ビトリシ（トルコ語版）（1452-57年 - 1520年）
- シャラフ・ハーン・ビドリースィー（1543年 - 1603年） - 『シャラフ・ナーメ』
- メライェー・ジジーリー（英語版）（1570年 – 1640年）
- フェキイェー・テイラン（英語版）（1590年 – 1660年）
- ミステファー・ベーサラーニー（英語版）（1642年 – 1701年）
- アフマド・ハーニー（クルド語版）（1650年 - 1707年） - 『メムとジン』
- ハーナイ・クバディー（英語版）（1700年 – 1759年1160）
- ペルテウ・ベゲー・ヘカーリー（クルド語版）（1777年 - 1841年）
- ナーリー（ソラニー版）（1800年 - 1856年）
- サーリム（ソラニー版）（1800年 - 1866年）
- メウレウィー（英語版）（1806 - 1882/3年）
- クルディー（ソラニー版）（1806/1812年 - 1850年）
- ハージー・カーディリー・コーイー（クルド語版）（1817年 - 1897年）
- マフウィ（クルド語版）（1836年 - 1906年）
- ピーレメールド（クルド語版）（1867年 - 1950年）
- エブドゥレヒム・レフミ・ヘカリ（クルド語版）（1890年 - 1958年）
- ジェラーデト・アリー・べディル・ハーン（英語版）（1893年 - 1951年）
- エレベ・シェモー（クルド語版）（1897年 - 1978年）
- アブドラ・ゴラン（ソラニー版）（1903年？ - 1962年）
- ハジャール（クルド語版）（1920年 - 1990年）
- ムーサ・アンテル（クルド語版）（1920年 - 1992年）
- ヘームン（クルド語版）（1921年 - 1986年）
- オルハン・アセナ（クルド語版）（1922年 - 2001年）
- ヤシャル・ケマル（1923年？ - 2015年） - 『痩せたメメッド』（1955年）
- フセイン・アーリフ（Hussein Arif）（1936年 -） - 『シャール』
- シェルコ・べカス（クルド語版）（1940年 - 2013年）
- メフメッド・ウズン（クルド語版）（1953年 - 2007年） - 『愛のような光 死のような闇』（1998年）
- スザン・サマンジュ（トルコ語版）（1962年 -） - 『ハラブジャからの恋人』（2009年）
- ジャミル・シェイクリー（Jamil Shakely）（1962年 -）- 『ぼくの小さな村 ぼくの大すきな人々』（1998年）
- ヒネル・サレーム（クルド語版）（1964年 -） - 『父さんの銃』（2004年）
- ブルハン・ソンメズ（トルコ語版）（1965年 -） - 『イスタンブル、イスタンブル』（2015年）
- ジャン・ドスト（クルド語版）（1965年 -） - 『ミールナーメ』（2008年）、『幸福なマルティン』（2011年）
- アッバース・ジャリーリーヤーン（クルド語版）（1972年 -） - 『もしマルーチなら』（2009年）
- セマー・カイグスズ（トルコ語版）（1972年 -） - 『地に落ちた祈り』（2006年）
- セラハッティン・デミルタシュ（1973年 -） - 『セヘルが見なかった夜明け』（2017年）
- ヤウズ・エキンジ（トルコ語版）（1979年 -） - 『天国の失われた大地』（2012年）
- イルファン・アクタン（クルド語版）（1981年 -） - 『毒と解毒剤：クルド問題』（2006年）
- ベフルーズ・ブチャーニー（1983年 -） - 『山よりほかに友はなし』（2018年）
- サラ・オマール（デンマーク語版）（1986年 -）